# Мартинович Оксана Ярославівна

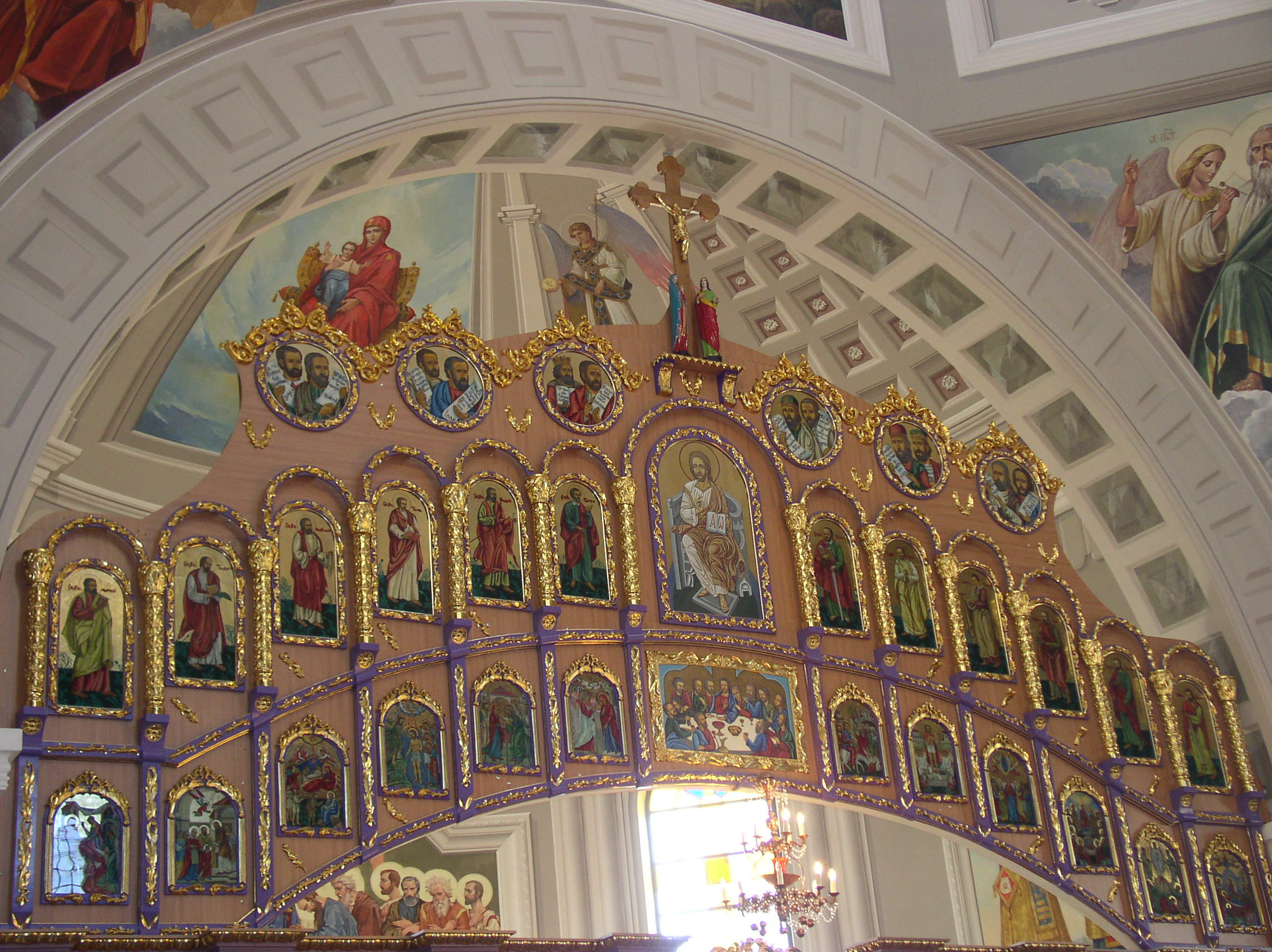
Іконостас храму В.А Петра і Павла м.Соснівка Львівської обл.Автор Мартинович Оксана Ярославівна

Мартинович Оксана Ярославівна з роду Смеречинських (20 лютого 1964, м. Соснівка, Львівська обл.).
Навчалася в Львівському училищі прикладного та декоративного мистецтва імені Івана Труша 1980—1985 р., в Львівській академії мистецтв 1986—1991 р.
Член Національної спілки майстрів народного мистецтва України. Двічі лауреат обласної мистецької премії імені А. Вахтянина (2001, 2014).
У творчому доробку іконостас в храмі Верховних Апостолів Петра і Павла в м. Соснівка. Працює в техніці чорнодимленої та теракотової кераміки.
Бере участь у всеукраїнських і міжнародних виставках творчих робіт, пленерах, симпозіумах з 1986 року.
Працює вчителем образотворчого мистецтва у Червоноградському НВК 13 з 1991 року.
Проживає у м. Соснівка.